# 汐留住友大廈
汐留住友大廈（日语：／、Shiodome Sumitomo Bldg.）是東京都港區汐留地區的高樓。

## 概要
位於汐留再開發地區的D北2街區，2004年（平成16年）7月底竣工。開發商是住友生命保險與住友不動產。
低樓層是住友不動產Villa Fontaine經營的高價商務旅館「Villa Fontaine汐留」，高樓層是出租辦公室。

## 交通
- 都營大江戶線、新交通百合鷗號 - 汐留站直通
- 都營淺草線、東京地下鐵銀座線、JR各線 - 新橋站步行7分

## 主要入駐企業
- JSR本社
- 法國農業信貸銀行
- 里昂證券
- 中國石油國際事業日本
- 中國聯合石油日本
- Blue Coat Systems（英语：Blue Coat Systems）
- 軟銀集團旗下企業
  - 軟銀（Y!mobile部門）
  - SoftBank Commerce & Service
- SEGA颯美控股
- 那智不二越東京本社
- Hotel Villa Fontaine（日语：ヴィラフォンテーヌ）汐留

## 外部連結
- 汐留住友大廈 （页面存档备份，存于）